# Barleycove

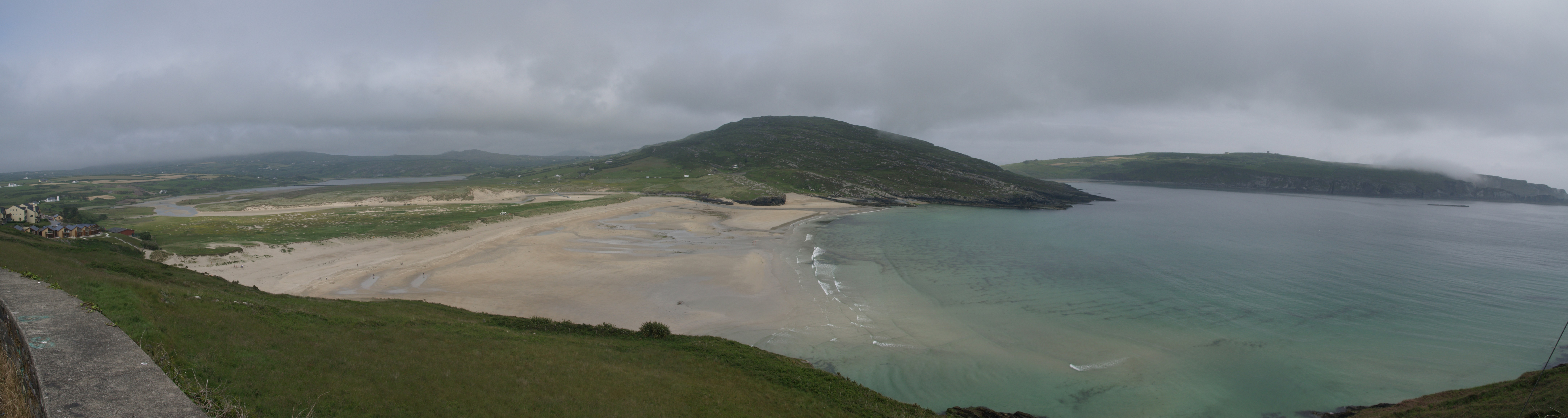
Barleycove ligger mellan två kullar, med stora sanddyner från stranden.

Barleycove är ett samhällsområde och en strand i grevskapet Cork på södra Irland. Det sägs att detta är en av de bästa stränderna i West Cork och kanske även i hela landet. Barleycove ligger nära Mizen Head med Crookhaven och Goleen som de närmaste orterna. Området är mycket populärt bland turister och lokalbefolkningen under sommaren.
Stranden har blivit utsedd till en speciell plats för flora och fauna av EU eftersom det finns varierande fauna och flora i området.